# Pedro Santana Lopes
Pedro Miguel de Santana Lopes (* 29. června 1956) je portugalský politik a právník. V letech 2004–2005, přesně 238 dní, byl premiérem Portugalska. Je představitelem portugalské Sociálnědemokratické strany (Partido Social Democrata), jež je ovšem navzdory názvu středopravicovou stranou. V letech 1987–1989 byl poslancem Evropského parlamentu. V letech 1995–1996 byl prezidentem fotbalového klubu Sporting Lisabon. V letech 2002–2004 byl starostou Lisabonu. Premiérem se stal ve chvíli, kdy José Manuel Barroso přecházel na pozici předsedy Evropské komise.